# نیلمار
نیلمار هونوراتو دا سیلوا (پرتغالی: Nilmar Honorato da Silva؛ زادهٔ ۱۴ ژوئیهٔ ۱۹۸۴) بازیکن فوتبال اهل برزیل است که در باشگاه سانتوس بازی می‌کند. او در جام جهانی فوتبال ۲۰۱۰ حضور داشت.